# ジガンショール州
ジガンショール州（ジガンショールしゅう、Région de Ziguinchor）は、セネガル共和国カザマンス地方の南西端にある州。州都はジガンショール。面積は7,329km2、約62万人（2023年国勢調査）。

## 歴史
1960年の独立時はカザマンス州の一部であった。1984年3月24日、カザマンス州はコルダ州とジガンショール州に分割された。

## 地理
カザマンス地方に属し、下カザマンスとも言う。西は大西洋に面している。
南部に観光地、カップスキリング（フランス語: Cap Skirring）がある。

## 隣接州
- 西海岸地方 (ガンビア)
- セディウ州
- カシェウ州

## 行政区分

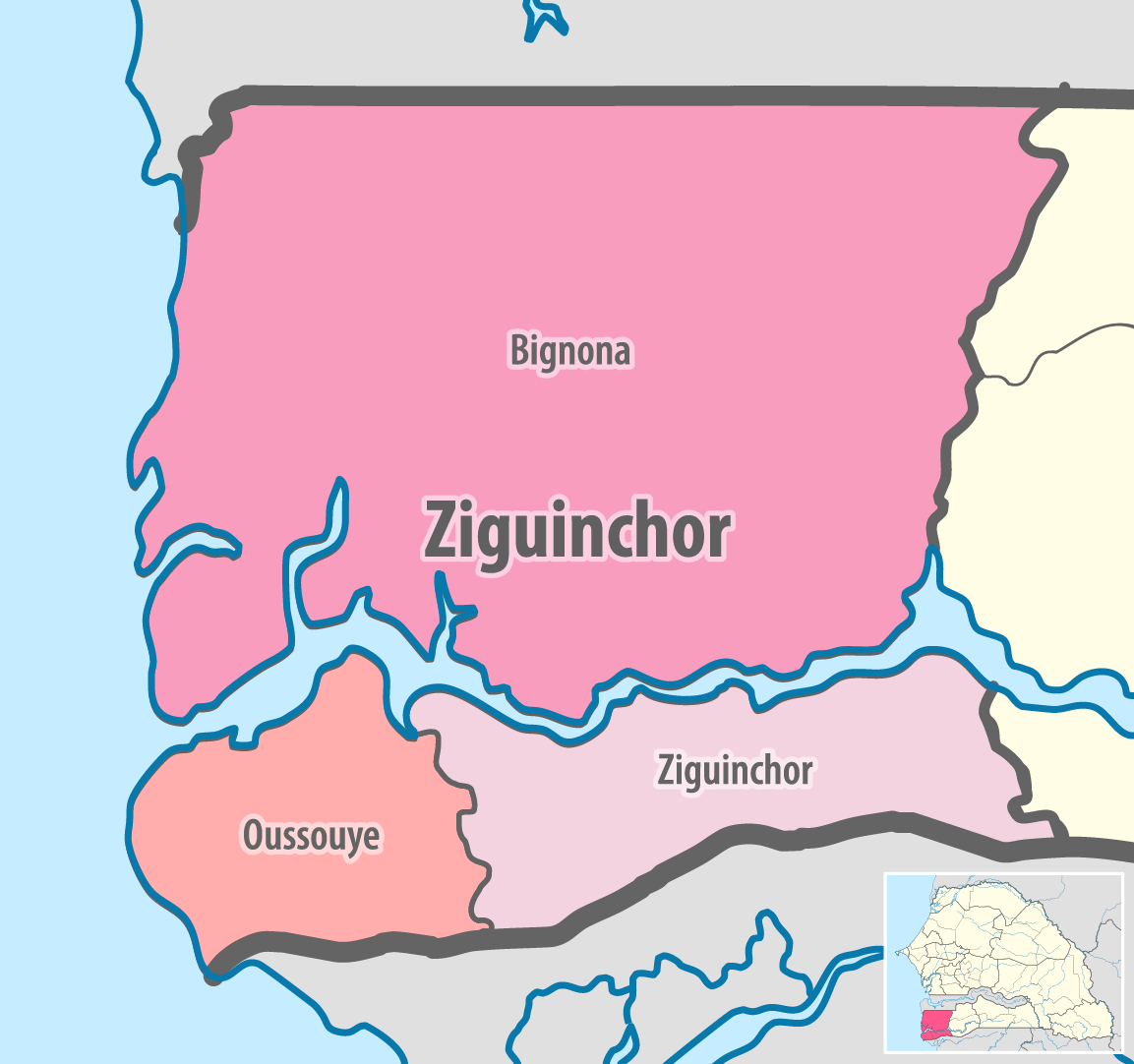
ジガンショール州の県

ジガンショール県、ビニョナ県、ウスイ県の3県から構成される。
1. ジガンショール県 --- ジガンショール
2. ビニョナ県 --- ビニョナ（英語版）
3. ウスイ県 --- ウスイ（フランス語版）